# Касиодор Сенатор
Магно Флавије Аурелије Касиодор познатији као Касиодор Сенатор, писац, историчар. Рођен је између 485. и 487, умро око 565. године

## Порекло
Право име му је било Магно Флавије Аурелије Касиодор. Каснији писци и учени људи познијег средњег века су му наденули надимак „ Сенатор“ због тога што је био припадник сенаторске аристократије. 
Рођен је између 485. и 487. године у угледној породици са великим имањем на југу Италије. Родно место Касиодорово је данашње Сквилаче, антички Скилацијум (Scylatium) у Абрутији. Ту се његов прадеда доселио из Сирије почетком V века. За време вандалске најезде на Италију 455. године, једна чета Вандала је напала и Касиодорово породично имање у Скилациуму, али их је деда Касиодоров, службеник цара Валентинијана III, отерао. Организовао је добру одбрану, а у његову част је Касиодор то описао речима „... деда је успешно одбранио Царство...“ 
Касиодоров отац, чије име, као ни прадедино нити дедино није познато, био је римски службеник који је 486. године стао на страну Теодорика Великог, остроготског краља. Теодорик је упао у Италију како би је ослободио од скирског краља Одоакра, а наступао је легално, као вицекраљ византијског цара Зенона, на чији је позив и започео поход на Италију. Већ 493. је Теодорик успео да савлада Одоакра и да га убије, чиме је постао остроготски краљ у Италији. Преузео је наслеђе римских царева – огрнуо се пурпуром и узео титулу Августа, али као службеник цара у Цариграду, остао је само његов слуга и други по реду у држави. Западно римско царство је уништио својевремено Одоакар 476. када је збацио цара Ромула Августула и послао регалије Зенону у Цариград, тако да Теодорик није био у могућности да се сам прогласи за цара на западу, јер је знао да му то цар Истока никад не би признао. Тако је краљ Теодорик постао владар Италије, али је задржао римску администрацију и римске институције, пре свега Сенат и титуле конзула, као и још неке магистратуре. Магистрати за ове институције су бирани из редова Римљана. Тако је Касиодоров отац постао префект преторија.

## Каријера
Чим је млади Касиодор мало стасао отац га је 501. године поставио за свог саветника. На основу онога што се да прочитати из Касиодорових дела и саме чињенице да је до краја остроготске власти имао нека од најважнијих задужења на двору закључује се да је имао веома добро образовање. Од 501. године његова политичка каријера иде само узлазном линијом – од 507. до 511. је био квестор а врхунац каријере је доживео када је 514. године именован за конзула. Иако је то било највише звање које је један Римљанин могао да понесе у остроготској Италији, он ће бити magister officiorum краљева Теодорика, Атанариха, краљице Амаласвинте, краљева Теодахата и Витигеса, а године 533. се јавља као претор преторија у Италији, исто звање које је и његов отац некада носио. 
Флавије Касиодор био је велики заговорник идеје са-живота Гота и Римљана. Готе је сматрао старим, префињеним и културним народом, а краља Теодорика је уздизао и о њему све најбоље причао, између осталог и то да је био велики покровитељ и љубитељ наука и уметности. Заиста је Теодорик био такав, али захваљујући једној другој околности: од своје 4. до 14. године био је политички талац на двору византијског цара у Константинопољу где је стекао образовање о којем су други Готи могли само да сањају. Знао је да пише и да чита на латинском и готском, а знао је и да користи рачунске операције са римским бројевима, што је велика реткост била чак и за Римљане. 
Просвећени Теодорик је и својој ћерци Амаласвинти дао римско образовање и научио је да воли Римљане, али оно што је он могао да усади својој ћерци није могао и свом народу. Постојала је константна тензија између Гота и Римљана, не само због чињенице да су Готи варвари и на нижем ступњу развоја од Римљана, већ и због чињенице да су Готи прихватили аријанство, страшну секту која је у IV веку поделила хришћане на правоверне и на аријанце, (проповедали су да Исус Христ у својој природи има само људске, а не и божанске особине). Аријански облик хришћанства су прихватили и сви остали Германи (осим Франака), али чак и неки од источноримских царева, нпр, Констанције. Ипак, од времена Теодосија I сви грађани Царства (укључујући и саме цареве) били су правоверни хришћани. То је прекинуто када су царство почели да нападају разни Германи.

## Слом Острогота
Теодорик је неко време успевао да одржи мир и пријатељство између Гота и Римљана, али је привидно стање које је један човек чврстом руком и својим ауторитетом одржавао било ограниченог трајања. Старећи, краљ Теодорик, већ у својим касним шездесетим годинама, почео је да привиђа непријатеље свуда око себе. Имао је своје шпијуне и тајне агенте у свим порама италијанског друштва, који су га обавестили о завери која му стиже из римског Сената. Оптужен је био сенатор Симах, и он је врло брзо ухапшен. Са друге стране, Симахов зет је био велики (и последњи) филозоф неоплатоничар Боетије, који је на једној гозби узвикнуо „ Ако је Симах крив, и сви смо ми криви!“ Одмах затим је Боеције ухапшен, и заједно са Симахом оптужен за издају. После суђења, које је имало само ту улогу да их огласи кривим, били су мучени, а затим и погубљени. 
Ово је изазвало жестоку реакцију цара Јустина I, који је био под утицајем свог нећака и будућег цара Јустинијана. Јустин је издао наредбу по којој јеретици не могу да врше дужности у Царству. Директно погођен и увређен, Теодорик (аријанац) је послао папу Стефана II цару на преговоре у Константнопољ како би нашао начина да повуче спорни закон. Папа је отишао на преговоре, али се задржао десет месеци у Цариграду а да ништа није постигао. Најгоре од свега за Теодорика је било то што папа на повратку у Италију није отишао у резиденцију остроготских краљева у Равену, већ директно у Рим. Тада је био оптужен за велеиздају и ухапшен. Пре почетка процеса против папе Стефана, Теодорик је умро 526. године са седамдесет година. 
Њега је наследио унук Атанарик (који је био и физички и духовни инвалид) заједно са мајком Амаласвинтом, а Касиодор је наставио службу код њих. Већ 534. Атанарик умире а њега наслеђује Амаласвинта. Како по готским народним законима жена није могла сама да буде на власти, она се удала за свог даљег рођака Теодахата, који је био прави варварин, вероломник и пијаница, највећи заговорник непријатељства између Гота и Римљана. Он је већ 535. убио Амаласвинту, што је цар Јустинијан I искористио да објави рат Остроготима. 
Године 536. почиње византијска офанзива у Италији под вођством Велизара, војсковође који је две године раније уништио Вандалску краљевину и инкорпорирао је у Византијско царство. Убрзо је Теодахата убио његов сународник Витигис, гроф Земуна и попео се на остроготски престо женидбом са Матасвинтом, ћерком Амаласвине. Ипак, до 540. Велизар је освојио читаву Италију и та се година узима за I пад остроготске државе.
Тада се и Касиодор пензионисао. Као службеник побеђеног готског режима није био у завидној позицији, па се потпуно повукао из јавног живота. Још док је био у служби носио се мишљу да у Риму отвори неку врсту високошколске установе манастирског типа. Пошто му то није пошло за руком услед ратног расула, он је на свом имању у Скилацијуму подигао манастир Виваријум („Рибњак“). Његова жеља да монаси Виваријума буду научници, тј, да пишу и објављују књиге није му била никада услишена – та жеља је била нереална, због тога што, услед ратова и инвазија који су обележили претходних стотинак година у Италији није остало много образованих људи.
Он је свој манастир дизао паралелно са Бенедиктом из Нурсије који је оснивао манастир Монте Касино. Своја чувена правила, која ће постати I универзална правила живота за монахе са Запада и сама кичма бенедиктинског реда тада још није написао. Да би правила била што боља, Бенедикт је користио и правила Светог Аурелија Августина, али је посетио и Касиодоров Виваријум да види како је живот тамо организован. У нешто измењеном облику прихвато је његово основно правило да монаси морају да раде и да се моле. Тај рад је могао да буде, сходно афинитетима монаха, физички или преписивачки. Монаси Монте Касина би били прво описмењени, а затим би преписивали дела античких писаца. 
Касидор се у јавном животу појављује још 551/2. године када је учествовао на припремама за Пети васељенски сабор у Цариграду. На тим припремама је учесвовало веома мало људи са Запада, али Касиодор, као један од највећих умова је био позван. По речима савременика, смртно преплашени Касиодор се тамо појавио врло помпезно са свитом. 
Последњи помен Касиодора у историји као живог човека је из 565. године. Умро је или те, или коју годину касније. 

## Касиодорова Дела
Аутор је многих дела, од којих треба издвојити као највреднија Historia Getarum, Institutiones и Variae, као и Хроника. 
„Историја Гета“ назив његове историје Гота је тако названа због традиције античких и средњовековних писаца да дају неким народима имена старијих народа који су им слични по изгледу, или по територији коју настањују па су тако Готи названи Гетима по племену које је пре готске сеобе живело на северним обалама Црног мора. Ова прва историја Гота, која има има своје изворе у народним песмама, митовима, сагама и легендама било је пропагандно дело. Још називана и „ Гетика“ имала је зе циљ да промовише Готе као стар и културан народ – користећи се народним легендама Касиодор је израчунао да се први Гот родио 1490. године пре нове ере, чак 300 година пре првог Римљанина (Енеја из приче о Тројанском рату). Дело је било веома обимно и састављено из 12 књига, али није сачувана до данашњег дана. Сазнања о овој књизи добијамо из једне друге „ Гетике“ чији је аутор Јорданес, епископ Кротона. На припремама за Пети васељенски сабор у Цариграду, на коме су учествовали и Касиодор и Јорданес знало се за ову књигу, али ју је Касиодор чувао, због могућих политичких компликација које би она изазвала ако би доспела у јавност, а које би вероватно биле кобне за њега. Зато је Јорданес „позајмио“ Гетику преко секретара Касиодоровог који му је дао на само три дана, и за то време ју је преписао и сажео колико је могао. То је Јорданесова прича, а вероватније је да је била дуже код њега, можда и са прећутним одобравањем Касиодора, који се бојао да његово дело, ако га он сам уништи остане необјављено. 
Друго чувено дело Касиодорово јесте Institutiones. Оно је сасвим друге природе од Гетике и представља неку врсту подсетника на то чиме се баве познате науке. Све познате науке су у то време сврставане у „7 слободних вештина“ а Касиодор их је обрадио у 33 поглавља подешена тако да одговарају 33 године живота Исуса Христа.
Variae, или „ Разно“ је скуп писама и јавних докумената које је Касиодор писао по службеној дужности у име остроготских краљева. Врло мудро, када је објавио Варије изоставио је свако лично име, тако да су писма добила облик формулара. Касније су, у току средњег века, Варије биле веома заступљене на европским дворовима где су заиста служиле као формулари.